# Paradoxa de Protàgores
La paradoxa de Protàgores o paradoxa d'Evatle és una paradoxa atribuïda al filòsof Protàgores, que ben bé podria il·lustrar la tesi contemporània segons la qual alguns problemes són indecidibles, tal com demostrà Kurt Gödel, seguint les propostes de David Hilbert.

## La paradoxa
Un estudiant, Evatle, volia anar a les lliçons de retòrica del filòsof, per poder exercir d'advocat, però no tenia diners per pagar-les. Va parlar amb Protàgores, i aquest va veure que semblava un noi molt llest. Acceptà la seva assistència amb la condició de pagar l'honorari quan guanyàs el primer plet.
Evatle va acabar la formació amb Protàgores, però després decidí no exercir d'advocat, i per tant, no pagar. Protàgores reclamava l'honorari, però l'estudiant deia que no tenia cap obligació de pagar, car no havia guanyat el primer cas. Davant l'amenaça d'un plet judicial, es volia fer càrrec de la defensa i argumentava: «Si anam a judici i jo guany, per manament judicial no t'hauré de pagar, i si perd tampoc, car no hauré guanyat el meu primer plet, i aquesta era la nostra condició. No anem a judici, Protàgores, perdràs.»
Protàgores, que era expert en veure les dues cares d'una qüestió, li respongué: «Si anam a judici, i jo guany, per manament judicial hauràs de pagar, mentre que, si perd, hauràs guanyat el teu primer plet, i segons el nostre pacte hauràs de pagar.»